# الیزابت امینی
الیزابت امینی (زاده ۲۹ اسفند ۱۳۵۴ در تهران) بازیگر اهل ایران است.

## زندگی هنری
وی تحصیلات خود را در رشته روان‌شناسی نیمه‌کاره رها کرده و به علت علاقه به حرفه بازیگری به مطالعه و تحصیل در این زمینه اقدام نمود.
الیزابت امینی دوره آموزش بازیگری را ابتدا در سال ۱۳۷۶ در آموزشگاه پویا آغاز کرد و به‌طور حرفه‌ای وارد کار تئاتر شد. او با دو تئاتر کودک به گروه تئاتر بزرگسالان وارد شده و برای اجرای نمایش سنگین الکترا برای یک سال به تمرین این نمایش پرداخت که با نظر منفی هیئت بازبینی، این تئاتر به روی صحنه نرفت.
الیزابت امینی در سال ۱۳۷۹ و بخاطر بازی در فیلم خواب سفید دعوت به تست بازیگری شد و این فیلم سرآغازی بر کار بازیگری او در زمینه سینما شد.

## فیلم‌شناسی

### فیلم
- سیندرلا (بیژن بیرنگ، مسعود رسام) (۱۳۸۰)
- خواب سفید (حمید جبلی) (۱۳۸۰)
- توکیو بدون توقف (سعید عالم‌زاده) (۱۳۸۱)
- قلقلک (مسعود نوابی) (۱۳۸۴)
- مهمان (سعید اسدی) (۱۳۸۵)
- چهره در غبار (سید رحیم حسینی) (۱۳۸۶)
- خاطره (نادر طریقت) (۱۳۸۷)
- نیش زنبور (حمیدرضا صلاحمند) (۱۳۸۸)
- خروس بی‌محل (حسین قاسمی جامی) (۱۳۸۸)
- پیتزا مخلوط (حسین قاسمی جامی) (۱۳۸۹)
- یک دماغ ناقابل (علی‌اصغر احمدی‌مقدم) (۱۳۹۱)
- شبکه (ایرج قادری) (۱۳۸۹)
- روبیت (محسن شاه محمدی) (۱۳۹۰)
- شاباش (حامد کلاهداری) (۱۳۹۱)
- منشی مخصوص من(۱۳۹۴)

### مجموعه تلویزیونی
- همسایه‌ها یک قسمت (محمدحسین لطیفی) (۱۳۷۹)
- در کنار هم (فتحعلی اویسی) (۱۳۸۱)
- همراز (سامان مقدم) (۱۳۸۱)
- کمکم کن (قاسم جعفری) (۱۳۸۳)
- وفا (محمدحسین لطیفی) (۱۳۸۵)
- دریا در غربت (سیدرحیم حسینی) (۱۳۸۶)
- یلدا (مسعود رشیدی) (۱۳۸۷)
- شب هزارویکم (علی بهادر) (۱۳۸۸)
- کلانتر ۳ (محسن شاه‌محمدی) (۱۳۸۸)
- پیدا و پنهان (شهرام شاه‌حسینی) (۱۳۹۲)
- رؤیای گنجشک‌ها (راما قویدل) (۱۳۹۱)
- گلی برا گلی (۱۳۹۴)